# 詹姆斯·楚查德
詹姆斯·约瑟夫·特鲁查德（James Joseph Truchard，1943年6月25日—），出生于德克萨斯州奥斯汀县，是美国的一位亿万富翁、电气工程师和商人，是國家儀器（National Instruments）的联合创始人和前总裁兼首席执行官，该公司生产自动化测试设备和虚拟仪器软件；也是美国国家工程院和瑞典皇家工程科学院的成员。